# Sant Pere de les Cigales
Sant Pere de les Cigales, o Sant Pere d'Oriols, és la capella de la masia de la Torre d'Oriols, del terme municipal Santa Maria d'Oló, a la comarca del Moianès.
És una petita capella d'una sola nau, construïda vers el segle xviii. Està situada a 525 metres a l'oest-sud-oest de la masia de la Torre d'Oriols, dalt d'un turonet, a prop del límit nord-oest del terme municipal i del termenal amb Sant Feliu Sasserra.